# Coulommiers
Coulommiers ist eine französische Gemeinde mit 15.696 Einwohnern (Stand 1. Januar 2022) im Département Seine-et-Marne in der Region Île-de-France. Der Ort in der historischen Region Brie liegt etwa 60 Kilometer östlich von Paris, am Ufer des Flusses Grand Morin. 
Hier hat die Käsesorte Coulommiers ihren Ursprung, die heute allerdings auch in anderen Regionen in Frankreich hergestellt wird.

## Sehenswürdigkeiten
- Kapelle Sainte-Anne aus dem 13. Jahrhundert (Monument historique)
- Théâtre municipal de Coulommiers, erbaut 1904 (Monument historique)
- Ehemaliges Gefängnis, erbaut 1850 (Monument historique)
- Halle aux fromages, eine 1887 erbaute Markthalle
- Hôtel de Ville, erbaut 1841 bis 1844
- Grange aux dîmes, erbaut im 13. Jahrhundert (Monument historique)

## Verkehr
Coulommiers hat einen Bahnhof an der Bahnstrecke Gretz-Armainvilliers–Sézanne und ist heute Endpunkt der Linie P Sud des Transilien.
Der kleine Flugplatz Coulommiers-Voisins liegt einige Kilometer nordwestlich auf dem Gebiet einiger Nachbargemeinden.

## Städtepartnerschaften
- Titisee-Neustadt in Deutschland; seit 1971
- Leighton Buzzard im Vereinigten Königreich

## Persönlichkeiten
- Valentin de Boulogne (1591–1632), Maler
- Antoine-Alexandre Barbier (1765–1825), Priester, Bibliothekar und Bibliograph
- Maria Caroline Gibert de Lametz (1793–1879), Fürstin von Monaco
- François Cahen (1944–2011), Pianist und Komponist
- André Rene Roussimoff (Andre the Giant) (1946–1993), Profiwrestler und Schauspieler
- Rénelle Lamote (* 1993), Leichtathletin
- Franck Riester (* 1974), französischer Politiker, beigeordneter Minister für Frankophonie, Außenhandel und Franzosen im Ausland